# Monocultura

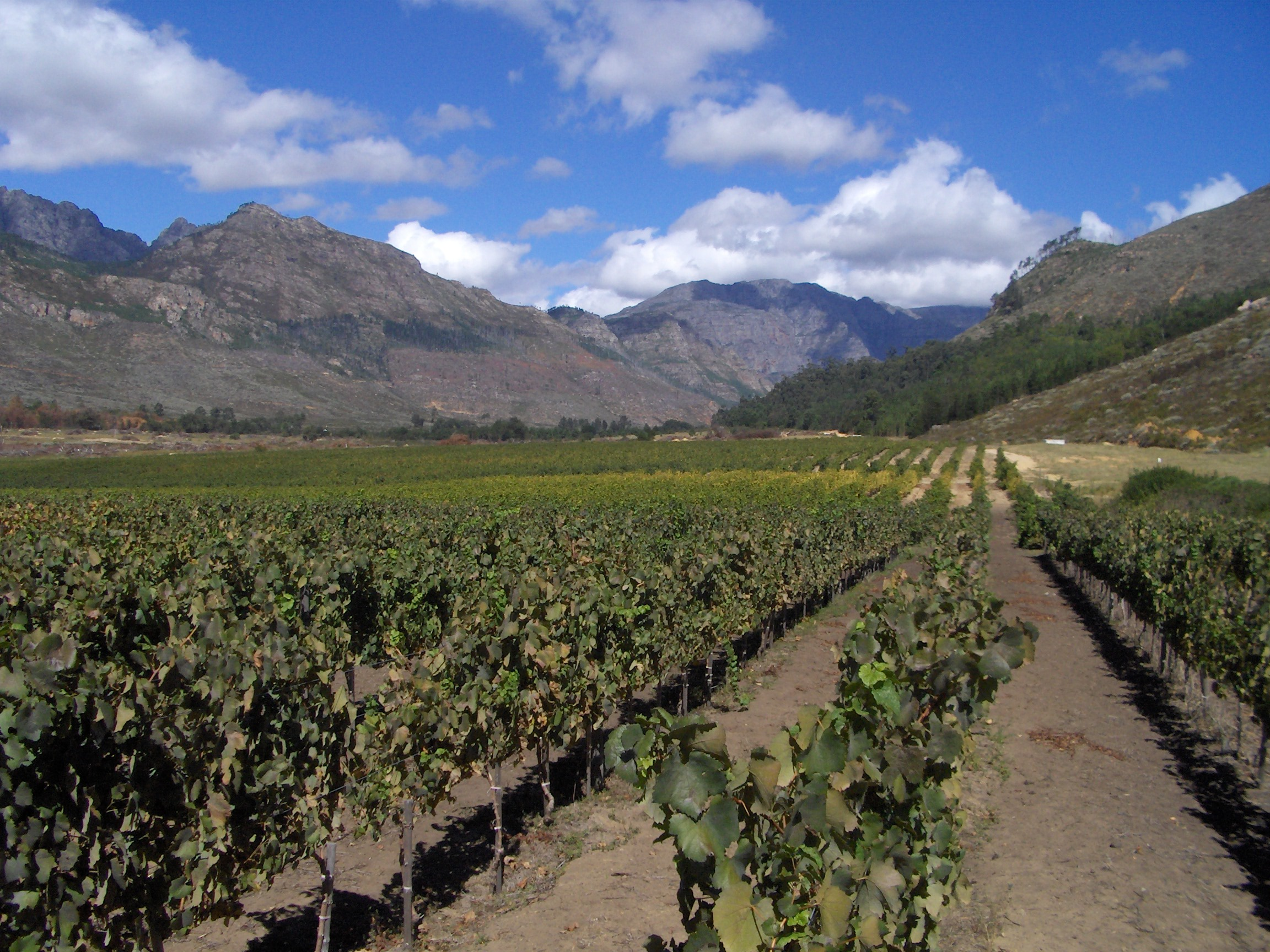
Vinyes a Franschhoek, Sud-àfrica.

En agricultura, la monocultura o el monoconreu és la pràctica de cultivar una sola espècie de planta en una zona més o menys ampla. El concepte de monocultura s'oposa al policultura o conreu diversificat.
És típica la monocultura d'arròs, tabac i de la vinya. En silvicultura, succeeix amb picea, roure o faig. El terme s'utilitza en referència a una parcel·la, a un conjunt de parcel·les dins d'una explotació agrícola o, d'una manera més extensa, a una regió.
Històricament la monocultura va ser imposat en certs països colonitzats, com Indonèsia i el Carib com a manera de minvar l'autosuficiència de les poblacions nadiues i forçar-les a treballar en les plantacions. Així les potències colonitzadores s'asseguraven el monopoli de certs productes i tenien la població local sota control i en situació de semiesclavatge, entre altres avantatges per als colonitzadors.

## Impacte ecològic
Des del punt de vista ecològic la monocultura pot tenir un efecte negatiu sobre la biodiversitat i l'ecosistema. Entre aquests cal esmentar la vulnerabilitat davant de plagues, com es va demostrar amb les calamitats que va causar la fil·loxera en el segle xix, o la proliferació de la Thaumetopoea processionea als boscs de roure a Alemanya.